# Lancia Lybra
Lancia Lybra (type 839) var en stor mellemklassebil fra den italienske bilfabrikant Lancia. Modellen afløste Lancia Dedra og blev bygget mellem sommeren 1999 og efteråret 2005.
Modellen var baseret på platformen fra den to år tidligere introducerede Alfa Romeo 156.

## Modelhistorie
Fra introduktionen i september 1999 og frem til produktionens afslutning fandtes Lybra i to forskellige karrosserivarianter: en firedørs sedan (Lybra Berlina) og en femdørs stationcar (Lybra SW).
I løbet af sin levetid fik Lybra intet omfattende facelift, men hovedsageligt i de første år tekniske forbedringer, bl.a. forstærkede rudeoptræk og rudeviskerautomatik.
Den største tekniske ændring berørte fra sommeren 2000 navigationssystemet, som blev opgraderet fra en 8 bit-version ("G2") til en 16 bit-version ("G3") hvilket fik det til at arbejde hurtigere, men også gav problemer med inkompatible datagrupper. Problemet blev yderligere forstærket af, at der kort tid senere ikke længere blev udgivet kortopdateringer til G2-systemet.
Fra efteråret 2003 forsvandt flere mindre udstyrsdetaljer fra modelprogrammet. Kort tid efter udgik flere motorvarianter, så Lybra til sidst kun fandtes med 1,8-liters benzinmotoren og 1,9-liters dieselmotoren.
I slutningen af 2004 udgik Lybra på de fleste markeder, men fortsatte dog i enkelte lande som stationcar med 1,9-liters dieselmotoren.
- Bagfra
- Lancia Lybra SW (1999–2005)
- Interiøret i en Lybra Emblema

## Tekniske data
|                                                | 1.6                 | 1.6                 | 1.8                 | 2.0                               | 2.0                  | 1.9 JTD                   | 1.9 JTD                   | 1.9 JTD                   | 2.4 JTD                   | 2.4 JTD                   | 2.4 JTD                   |
| Byggeperiode                                   | 7/1999−9/2000       | 9/2000−12/2003      | 7/1999−12/2004      | 7/1999−9/2000                     | 9/2000−12/2004       | 7/1999−9/2000             | 9/2000−5/2001             | 5/2001−10/2005            | 10/1999−9/2000            | 9/2000−7/2002             | 8/2002−12/2004            |
| Motordata                                      |                     |                     |                     |                                   |                      |                           |                           |                           |                           |                           |                           |
| Motortype                                      | R4-benzinmotor      | R4-benzinmotor      | R4-benzinmotor      | R5-benzinmotor                    | R5-benzinmotor       | R4-dieselmotor            | R4-dieselmotor            | R4-dieselmotor            | R5-dieselmotor            | R5-dieselmotor            | R5-dieselmotor            |
| Antal ventiler pr. cylinder                    | 4                   | 4                   | 4                   | 4                                 | 4                    | 2                         | 2                         | 2                         | 2                         | 2                         | 2                         |
| Ventilstyring                                  | DOHC, tandrem       | DOHC, tandrem       | DOHC, tandrem       | DOHC, tandrem                     | DOHC, tandrem        | OHC, tandrem              | OHC, tandrem              | OHC, tandrem              | OHC, tandrem              | OHC, tandrem              | OHC, tandrem              |
| Fødesystem                                     | Multipoint          | Multipoint          | Multipoint          | Multipoint                        | Multipoint           | Commonrail                | Commonrail                | Commonrail                | Commonrail                | Commonrail                | Commonrail                |
| Trykladning                                    | –                   | –                   | –                   | –                                 | –                    | Turbolader, ladeluftkøler | Turbolader, ladeluftkøler | Turbolader, ladeluftkøler | Turbolader, ladeluftkøler | Turbolader, ladeluftkøler | Turbolader, ladeluftkøler |
| Køling                                         | Vandkøling          | Vandkøling          | Vandkøling          | Vandkøling                        | Vandkøling           | Vandkøling                | Vandkøling                | Vandkøling                | Vandkøling                | Vandkøling                | Vandkøling                |
| Boring × slaglængde                            | 86,4 × 67,4 mm      | 80,5 × 78,4 mm      | 82,0 × 82,7 mm      | 82,0 × 75,65 mm                   | 82,0 × 75,65 mm      | 82,0 × 90,4 mm            | 82,0 × 90,4 mm            | 82,0 × 90,4 mm            | 82,0 × 90,4 mm            | 82,0 × 90,4 mm            | 82,0 × 90,4 mm            |
| Slagvolume                                     | 1581 cm³            | 1596 cm³            | 1747 cm³            | 1998 cm³                          | 1998 cm³             | 1910 cm³                  | 1910 cm³                  | 1910 cm³                  | 2387 cm³                  | 2387 cm³                  | 2387 cm³                  |
| Kompressionsforhold                            | 10,5:1              | 10,5:1              | 10,3:1              | 10,7:1                            | 10,7:1               | 18,45:1                   | 18,45:1                   | 18,5:1                    | 18,45:1                   | 18,45:1                   | 18,45:1                   |
| Maks. effekt ved omdr./min.                    | 76 kW (103 hk) 5750 | 76 kW (103 hk) 5750 | 96 kW (130 hk) 6300 | 113 kW (154 hk) 6500              | 110 kW (150 hk) 6500 | 77 kW (105 hk) 4000       | 81 kW (110 hk) 4000       | 85 kW (115 hk) 4000       | 98 kW (133 hk) 4000       | 103 kW (140 hk) 4000      | 110 kW (150 hk) 4000      |
| Maks. drejningsmoment ved omdr./min.           | 144 Nm 4000         | 145 Nm 4000         | 164 Nm 3800         | 186 Nm 3750                       | 181 Nm 3750          | 255 Nm 2000               | 275 Nm 2000               | 275 Nm 2000               | 304 Nm 2000               | 304 Nm 1800               | 308 Nm 1800               |
| Kraftoverførsel                                |                     |                     |                     |                                   |                      |                           |                           |                           |                           |                           |                           |
| Drivende hjul                                  | Forhjul             | Forhjul             | Forhjul             | Forhjul                           | Forhjul              | Forhjul                   | Forhjul                   | Forhjul                   | Forhjul                   | Forhjul                   | Forhjul                   |
| Gearkasse (standardudstyr)                     | 5-trins manuel      | 5-trins manuel      | 5-trins manuel      | 5-trins manuel                    | 5-trins manuel       | 5-trins manuel            | 5-trins manuel            | 5-trins manuel            | 5-trins manuel            | 5-trins manuel            | 5-trins manuel            |
| Gearkasse (ekstraudstyr)                       | –                   | –                   | –                   | 4-trins automatisk                | –                    | –                         | –                         | –                         | –                         | –                         | –                         |
| Præstationer (Berlina)1                        |                     |                     |                     |                                   |                      |                           |                           |                           |                           |                           |                           |
| Topfart                                        | 185 km/t            | 185 km/t            | 201 km/t            | 210 km/t (200 km/t)               | 210 km/t             | 185 km/t                  | 187 km/t                  | 190 km/t                  | 200 km/t                  | 205 km/t                  | 212 km/t                  |
| Acceleration 0-100 km/t                        | 10,7 sek.           | 11,3 sek.           | 10,3 sek.           | 9,4 sek. (12,1 sek.)              | 9,8 sek.             | 11,4 sek.                 | 11,3 sek.                 | 10,8 sek.                 | 9,9 sek.                  | 9,5 sek.                  | 9,4 sek.                  |
| Brændstofforbrug pr. 100 km ved blandet kørsel | 8,4 liter Blyfri 95 | 8,2 liter Blyfri 95 | 8,4 liter Blyfri 95 | 9,9 liter (10,4 liter) Blyfri 95  | 9,8 liter Blyfri 95  | 5,8 liter Diesel          | 5,9 liter Diesel          | 5,9 liter Diesel          | 6,7 liter Diesel          | 6,7 liter Diesel          | 6,6 liter Diesel          |
| Præstationer (SW)1                             |                     |                     |                     |                                   |                      |                           |                           |                           |                           |                           |                           |
| Topfart                                        | 185 km/t            | 185 km/t            | 201 km/t            | 210 km/t (200 km/t)               | 210 km/t             | 185 km/t                  | 187 km/t                  | 190 km/t                  | 200 km/t                  | 205 km/t                  | 212 km/t                  |
| Acceleration 0-100 km/t                        | 11,3 sek.           | 11,9 sek.           | 10,7 sek.           | 9,8 sek. (12,6 sek.)              | 9,9 sek.             | 11,9 sek.                 | 11,6 sek.                 | 11,3 sek.                 | 10,3 sek.                 | 9,7 sek.                  | 9,6 sek.                  |
| Brændstofforbrug pr. 100 km ved blandet kørsel | 8,6 liter Blyfri 95 | 8,3 liter Blyfri 95 | 8,6 liter Blyfri 95 | 10,0 liter (10,5 liter) Blyfri 95 | 10,0 liter Blyfri 95 | 6,0 liter Diesel          | 6,1 liter Diesel          | 6,1 liter Diesel          | 6,9 liter Diesel          | 6,9 liter Diesel          | 6,8 liter Diesel          |

1,6- og 2,0-liters benzinmotorerne og 1,9-liters dieselmotoren kom fra Fiat Bravo, 1,8'eren fra Fiat Barchetta og 2,4-liters dieselmotoren fra Alfa Romeo 156.
I løbet af modellens levetid skete der en del ændringer i motorprogrammet. F.eks. blev 1,6-liters benzinmotoren taget af programmet og 2,0-liters benzinmotoren blev modificeret for at kunne opfylde Euro3-normen, og versionen med automatgear udgik. 1,9-liters dieselmotoren fik sin effekt øget i to omgange, først til 110 hk og senere til 115 hk, og 2,4 JTD først til 140 og senere til 150 hk.
Versionerne med benzinmotor er ikke E10-kompatible.

## Udstyrsvarianter
Typisk for Lancia bød også Lybra allerede i basisversionen på udstyrsdetaljer, som i andre mellemklassebiler kun fandtes som ekstraudstyr mod merpris, som f.eks. el-ruder, ESP, hovedairbags, centrallåsesystem med fjernbetjening og tozonet klimaanlæg. For første gang i en mellemklassebil omfattede standardudstyret også et integreret kontrolsystem, hvor radio og telefon var sat sammen i én enhed og kunne styres gennem menuerne. Enheden kunne som ekstraudstyr udstyres med navigationssystem og integreret mobiltelefon med håndfri betjening.
Over basisversionen fandtes LX-modellen, som derudover havde alufælge, sædebetræk i alcantara og radioanlæg udviklet af Bose.
Specialmodellerne Intensa, Emblema og Executive havde specielle lakeringer, udvalgte interiørdekorationer og specielt sammensatte udstyrspakker.